# Alicia Boscatto
Alicia María Boscatto (nacida en San Francisco el 16 de junio de 1960) es una ex nadadora del estilo braza de Argentina que ganó la medalla de plata en los Juegos Panamericanos de 1987 en la modalidad de los 200 metros braza. Además representó a su país en dos Juegos Olímpicos consecutivos, en 1984 y en 1988.

## Trayectoria
Participó en dos Juegos Olímpicos. La primera ocasión fue en los Juegos Olímpicos de Los Ángeles 1984, participando en las modalidades de 100 y 200 metros estilo braza en las cuales fue 21.ª y 13.ª clasificada respectivamente. En los Juegos Olímpicos de Seúl 1988 participó nuevamente en las modalidades de 100 y 200 metros braza, siendo 33.ª y 39.ª clasificada.
En los Juegos Panamericanos disputó los 100 y 200 metros braza en la edición de 1987, en los cuales fue cuarta y segunda respectivamente, obteniendo la medalla de plata por detrás de Ann Tierney. Ganó 26 títulos nacionales argentinos, campeona sudamericana y también de las Copas Nativas de Portugal en 1982-83.  Ganó la Copa Latina en 1982, batiendo el récord de la competición, el nacional, y el sudamericano. También fue plata en la Copa Latina de Niza, Francia en 1989. Ganó en cinco ocasiones el Olimpia de Plata que otorga el Círculo de Periodistas Deportivos, y el Premio Konex de Platino en natación de la Fundación Konex en 1990, además de formar parte del Salón de la Fama de Natación. Se retiró en 1989 con los récords argentinos y sudamericanos en 100 y 200 metros braza, siendo después la entrenadora de la selección de natación de Santa Fe en 1993 y de la Selección Argentina en 1994.